# Den patriotiska sången
"Den patriotiska sången" (ryska: Патриотическая песня/Patriotitjeskaja pesnja), var Rysslands nationalsång mellan 1991 och 2000 efter att ha varit RSFSR:s regionshymn 1990–1991. Musiken är skriven av Michail Glinka.

## Historik
Nationalsången komponerades 1833, som en komposition för piano och utan text. Den bar den franska beskrivande titeln "Motif de chant national" ('Motiv till nationalsång').
1885 återupptäcktes Glinkas manuskript i det ryska nationalbiblioteket i Sankt Petersburg. 1944 arrangerades det för orkester av kompositören Michaeil Bagrinovskij, under titeln "Patriotitjeskaja pesnja" (detta var under "Stora fosterländska kriget"). Glinkas verk populariserades några år senare genom att poeten Aleksej Masjistov skrev en text till melodin, som 1984–1986 användes som signaturmelodi till TV-nyhetsprogrammet "Vremja" 1990 valdes melodin till den officiella hymnen för RSFSR, efter förslag av Boris Jeltsin, och den användes inofficiellt som den nya Ryska federationens nationalsång från dess skapande 1991 tills att den ryska författningen antogs 1993. "Hymn till Sovjetunionen" hade via beslut av Ryska federationens president Jeltsin förbjudits.
Den nya nationalsången saknade dock officiell text. Detta bidrog till dess begränsade popularitet bland allmänheten och en därför minskad möjlighet att inspirera ryska idrottare under internationella tävlingar.
Efter att Vladimir Putin blivit president år 2000 föreslåg han en lösning på konflikten mellan gammalt och nytt. Putins lösning blev en ny text till "Hymn till Sovjetunionen", skriven av Sergej Michalkov som 57 år tidigare skrivit den ursprungliga texten. Den nya varianten skulle behandla Ryssland istället för Sovjetunionen, och Gud skulle ersätta Lenin i texten. Det första offentliga framförandet av Ryska federationens hymn skedde på nyårsafton 2000/2001.